# Sucata
Sucata (do árabe suqaTa) ou resíduo, segundo a legislação fiscal (Decreto Nº 18.955/1997, anexo IV),  é considerada "a mercadoria que se tornar definitiva e totalmente inservível para o uso a que se destinava originariamente e que só se preste ao emprego, como matéria-prima, na fabricação de outro produto. Não se considera sucata ou resíduo, ficando, portanto, as operações respectivas sujeitas às normas gerais previstas na Legislação, a mercadoria usada, mesmo que parcialmente danificada, que ainda possa ser utilizada na sua destinação originária, sendo, neste caso, irrelevante a destinação específica que lhe venha a ser dada pelo adquirente.” Sendo assim, "sucata é qualquer resíduo cuja utilização é inviável para sua proposta inicial, porém é reciclável e passível de utilização em outros sistemas produtivos".
O termo se refere não apenas a objetos metálicos (ferro, aço, cobre, alumínio, zinco, magnésio etc.), mas também a objetos não metálicos (papel, vidro, plástico, borracha etc.). As mais categorias de sucata conhecidas são: 
- Metais Ferrosos: estamparia, cavaco (aço, guza, ferro fundido), sucata mista, sucata pesada, chaparia, etc.
- Metais Não-Ferrosos: alumínio, cobre, metal, chumbo, zamac, inoxidáveis, ligas especiais, ferro-ligas, etc.
- Sucata de Plástico: PEBD (Polietileno de baixa densidade), PEAD (Polietileno de alta densidade), PVC, PET, Vinil, PP, PS, ABS / SAN, etc.
- Sucata de Papel e Papelão: ondulados, branco, kraft, sucatas mistas, jornais, revistas, etc.
- Sucata de Eletrônicos: computadores, baterias, celulares, pilhas, televisores, monitores, etc.[2]

Entretanto, popularmente, a denominação costuma ser associada à sucata metálica (metais ferrosos e metais não-ferrosos), que representa todo o tipo de peça metálica que foi inutilizada devido a uso ou oxidação mas que pode ser refundida para utilização posterior (reciclagem) por exemplo na indústria. Elas são as maiores responsáveis por aquecer o mercado de sucata. O mercado de sucata global movimentou cerca de US$ 713.044 bilhões em 2017, podendo atingir US$ 979 bilhões em 2026.

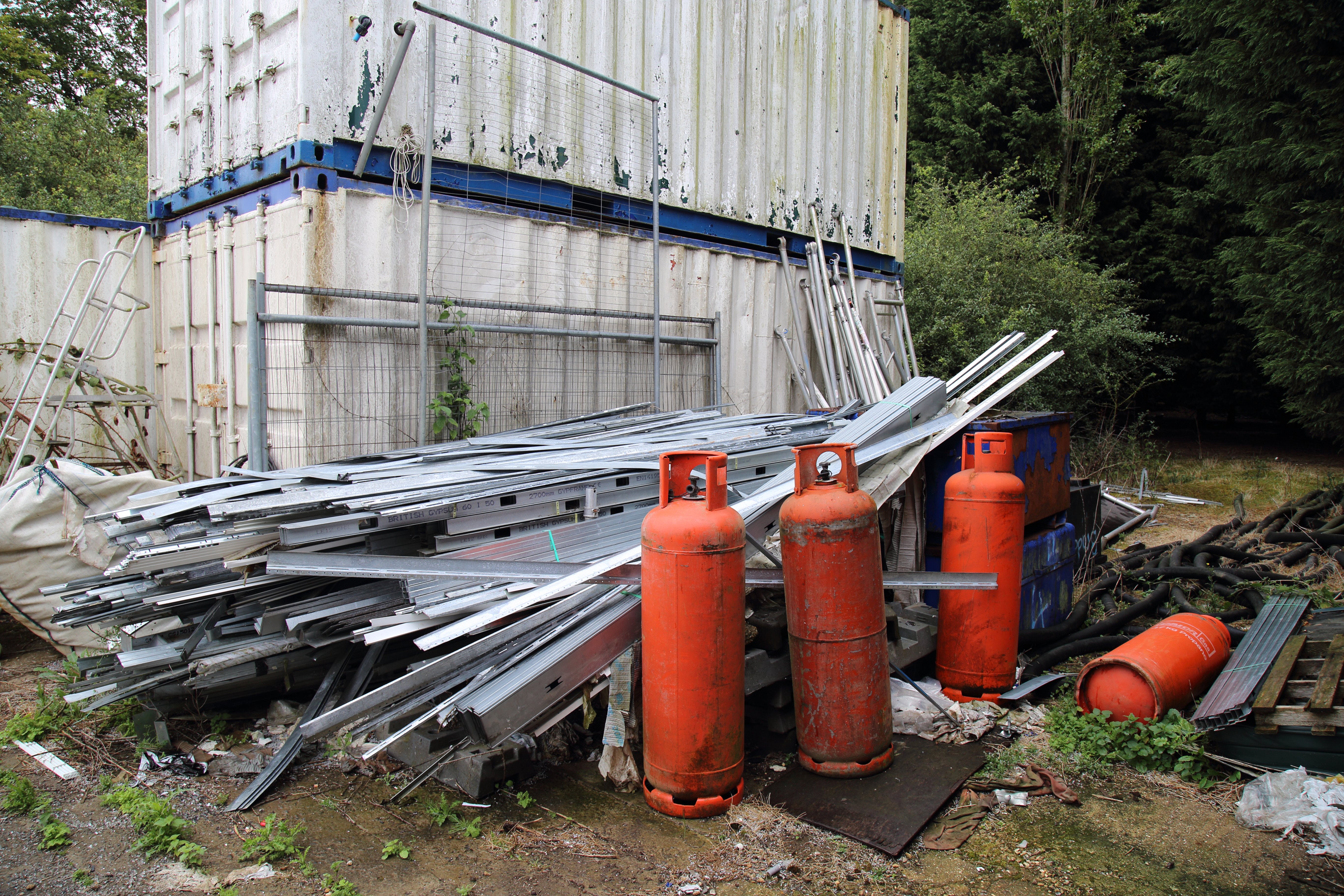
Sucata composta por vigas de alumínio e cilindros de gás liquefeito em Essex, na Inglaterra